# Instytut B61
Instytut B61 (Instituto B61) – Grupo internacional de arte pertencente à corrente arte & ciência, fundado em 2009 em Toruń pelo astrónomo, curador e divulgador de ciência, Jan Świerkowski. O Instytut B61 é também o nome de uma instituição de investigação fictícia, que desenvolve atividades artísticas. O Instytut B61 realiza projetos de arte & ciência (principalmente da área da astronomia), sob a forma de espetáculos imersivos 'site-specific' no limite do teatro, espetáculo multimídia, apresentação, concerto, jogos ao ar livre e instalação.

## História
O Instytut B61 foi criado em 2009 como uma iniciativa de um grupo de estudantes da Faculdade de Astronomia da Faculdade de Astronomia da Universidade Nicolau Copérnico e artistas de Toruń. Eles queriam criar um show multimédia alternativo e interdisciplinar combinando questões científicas com arte. A primeira estreia teve lugar em 2009, no âmbito das comemorações do Ano Internacional de Astronomia 2009, e teve como tema o fenómeno da evolução das estrelas. Até agora, foram 15 estreias de espetáculos e dois projetos artísticos interdisciplinares internacionais. Os projetos foram apresentados na Polónia (incluindo Toruń, Gdańsk, Cracóvia, Wrocław, Varsóvia, Poznań, Bydgoszcz e Łódź) e no exterior, incl. na Estónia, Índia e em Portugal.

## Instytut B61 - centro secreto de investigação

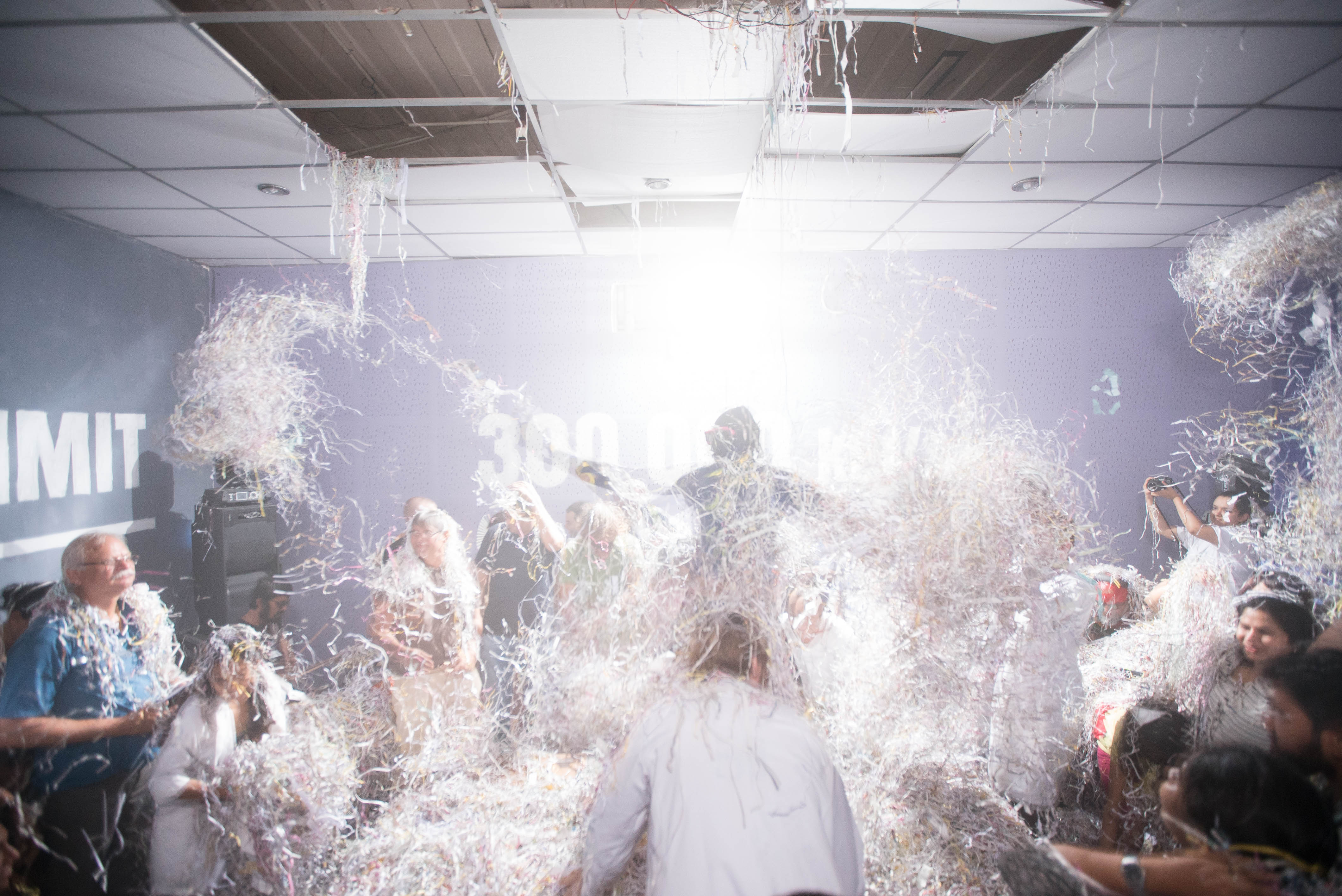
Espetáculo interdisciplinar “Evolução das Estrelas”, Festival The Story of Space, Goa

Todos os projetos acontecem dentro de um centro de pesquisa fictício - o Instytut B61 - o denominador comum da ciência e da arte. Os projetos do Instytut inserem-se na corrente da arte de sítio específico, pois estão intimamente relacionados com o espaço que se adapta cada vez mais às necessidades de uma performance que envolve artistas, criadores e voluntários locais. Eles são criados em espaços abandonados como fábricas, fortificações, cortiços e castelos. Na camada ficcional, as performances assumem a forma de uma visita a uma instituição científica fictícia e secreta, que faz parte do "Conglomerado Linear responsável pela pesquisa global sobre o Universo e os seus componentes". 
Grupos de várias dezenas de pessoas iniciam uma jornada misteriosa sob os cuidados de atores. Cerca de cinquenta pessoas podem assistir a uma encenação de uma hora de duração e várias centenas durante o dia todo. Muitas vezes, uma visita requer uma viagem de autocarro e os visitantes são solicitados a usar calçados ou roupas de proteção, semelhantes a um hospital ou museu. O público geralmente não sabe onde a performance será apresentada até o último momento.

## Equipa

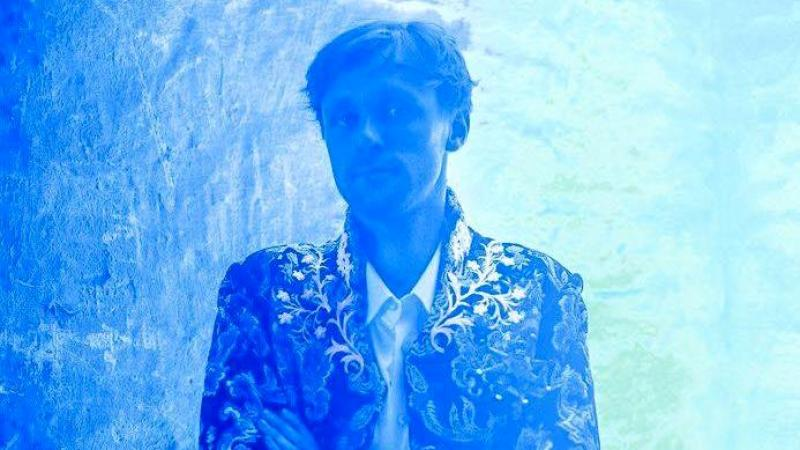
Jan Świerkowski, lider do Instytut B61

Os papéis dos engenheiros fictícios do Instytut B61 são desempenhados por cientistas e artistas reais: atores, músicos, animadores, artistas multimídia, dançarinos, etc. O líder do Instytut B61, o diretor e autor do roteiro é Jan Świerkowski, astrónomo polaco, promotor da ciência e curador de projetos que combinam ciência e arte. Em 2018, por conta de suas atividades no Instytut B61, foi-lhe atribuído o título de Popularizador de Ciência 2017 na categoria de animador pela Agência Polaca de Imprensa e Ministério da Ciência e Ensino Superior.

## Projetos mais importantes

### Cosmic Underground
O maior projeto do Instytut B61, um projeto artístico e científico multidisciplinar realizado em 2012. Esta foi uma viagem de dois meses em um comboio de carga, com a participação de uma equipe internacional de 30 artistas, que co-criou dez vagões temáticos. Um comboio especial com horário próprio partiu em setembro de 2012 da Estónia (Tallinn), parando na Letónia (Riga), Lituânia (Vilnius), Polónia (Bydgoszcz) e Portugal (Lisboa, Guimarães).

### “Evolução das Estrelas”
A performance multimédia do Instytut B61, organizada em junho de 2014, durante o Festival da Cultura Polaca, em Lisboa, organizado pela Embaixada da República da Polónia em Lisboa. O projeto, envolvendo mais de 20 artistas e cientistas, foi realizado no centro de Lisboa, no hospital fechado do Restelo. O curador do festival foi o líder do instytut B61, Jan Świerkowski.

### Festival “The Story of Space”: Índia
Em novembro de 2017, o Instytut B61 atuou durante "A História do Espaço" em Goa, Índia. O espetáculo interdisciplinar “Evolução das Estrelas” foi realizado num hospital pós-colonial, onde havia o primeiro hospital da Ásia de medicina ocidental.

### “Stellar Entanglement”
A primeira implementação do Instytut numa versão digital, criada em 2019 e apresentada nos Açores. O filme foi criado em resultado da cooperação entre o Instytut B61 e a dupla de diretores deThe Kissinger Twins, autores da série de Instagram @Sufferrosa, premiada em Webby Awards 2020.